# Фліт Мініона Василівна
Мініона Василівна Фліт (нар. 25 лютого 1940, Житомир) — українська скульпторка.

## Біографія
Народилась 25 лютого 1940 року в Житомирі. 1963 року закінчла Львівський інститут декоративного та прикладного мистецтва. Серед викладачів з фаху Іван Якунін. Працює в галузях станкової та монументальної скульптури. Від 1961 року брала участь у республіканських, а від 1967 — у всесоюзних виставках. Членкиня Спілки художників УРСР. Мешкала у Львові на вулиці Йосипа Сліпого, 5.

## Роботи
- «Юність» (1965).[1]
- «Мати» (1966).[1]
- «Василь Симоненко» (1965, залізо, 65×30×40, співавтор Петро Фліт).[2]
- «Весна» (1966, гіпс, 200×40×40, співавтор Петро Фліт).[2]
- «Поет Станіслав Куняєв» (1966, кована мідь, 45×30×40, співавтор Петро Фліт).[3]
- «Болдинська осінь» (1969, дерево, 200×40×40, співавтор Петро Фліт).[4]
- «Поет Андрій Вознесенський» (1970, кована мідь, 60×50×40, співавтор Петро Фліт).[4]
- «Вікторія» (1975, бронза, 50×25×36, Львівська галерея мистецтв, співавтор Петро Фліт).[5]
- «Зоряна» (1977, бронза, 45×43×30, співавтор Петро Фліт).[6]